# HP-UX
HP-UX（取自Hewlett Packard UniX）是惠普科技（HP, Hewlett-Packard）以System V為基礎所研發成的類UNIX作業系統。HP-UX可以在HP的PA-RISC處理器、Intel的Itanium處理器的電腦上執行，另外過去也能用於後期的阿波羅電腦（Apollo/Domain）系統上。較早版本的HP-UX也能用於HP 9000系列200型、300型、400型的電腦系統（使用Motorola的68000處理器）上，和HP-9000系列500型電腦（使用HP專屬的FOCUS處理器架構）。
2015年11月，惠普科技將企業級產品部門分割為慧與科技（HPE, Hewlett Packard Enterprise），HP-UX產品的開發與維護由慧與科技繼承之。

## 外部連結
- Hewlett-Packard Enterprise HP-UX
- The HP-UX Porting and Archive Center（页面存档备份，存于）：Porting Open Source Software to HP-UX
- EnterpriseUNIX.org（页面存档备份，存于） HP-UX News and Information Portal
- comp.sys.hp.hpux from Google Groups
- HP-UX FAQ（页面存档备份，存于）
- Securing HP-UX
- HP and Veritas to Accelerate HP-UX 11i Virtualization（页面存档备份，存于）

1. ↑  https://support.hpe.com/connect/s/softwaredetails?language=en_US&collectionId=MTX-MSC_HPUX_VSEOE.
2. ↑  陳曉莉. . iTome. 2015-11-02  [2016-12-01]. （原始内容存档于2016-12-02）.